# Ridge Spring
Ridge Spring é uma cidade  localizada no estado norte-americano da Carolina do Sul, no Condado de Saluda.

## Demografia
Segundo o censo norte-americano de 2000, a sua população era de 823 habitantes.
Em 2006, foi estimada uma população de 802, um decréscimo de 21 (-2.6%).

## Geografia
De acordo com o United States Census Bureau tem uma área de
4,8 km², dos quais 4,7 km² cobertos por terra e 0,1 km² cobertos por água. Ridge Spring localiza-se a aproximadamente 203 m acima do nível do mar.

## Localidades na vizinhança
O diagrama seguinte representa as localidades num raio de 20 km ao redor de Ridge Spring.